# Поповка (Белыничский район)
Поповка — посёлок в составе Запольского сельсовета Белыничского района Могилёвской области Республики Беларусь.

## Географическое положение
Ближайшие населённые пункты: Подчерешень, Глубокий Брод, Лыньков, Студёнка.